# Laboratorio Europeo de Radiación Sincrotrón

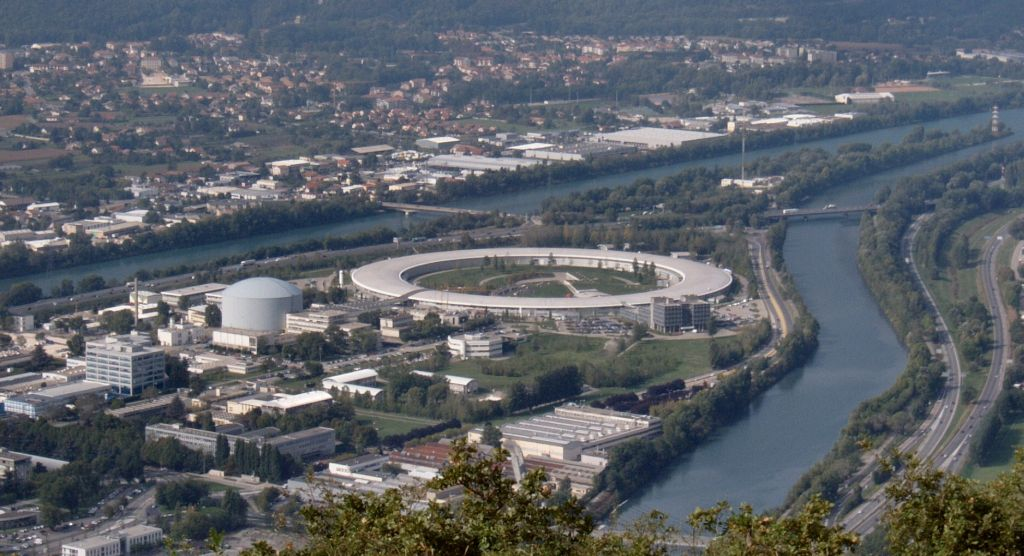
Vista del ESRF

El Laboratorio Europeo de Radiación Sincrotrón, más conocido como ESRF (European Synchrotron Radiation Facility) es un centro de investigación multinacional ubicado en Grenoble (Francia). Cuenta con un sincrotrón de electrones exclusivamente dedicado a la producción y utilización de luz sincrotrón con fines científicos. El anillo, uno de los mayores de este tipo existentes en el mundo, tiene 844 m de longitud y opera a una energía de 6 GeV. En 2020 se completó una reconstrucción de la red de imanes del acelerador, para transformarlo en un Fuente de luz sincrotrón limitada por difracción, denominado EBS (Extremely Brilliant Source)
El ESRF está ubicado junto al Instituto Laue-Langevin (ILL) y el Laboratorio Europeo de Biología Molecular (EMBL), con los que forma en conjunto el EPN Science Campus o «campus científico europeo de fotones y neutrones». Recibe anualmente a más de 6000 investigadores y cuenta con más de cuarenta líneas de luz. Está financiado por un consorcio de 22 países europeos.

## Historia
Los primeros planes para la construcción del sincrotrón datan de la década de los 70. Alemania y Francia hicieron la propuesta de proyecto conjuntamente en octubre de 1984, a la que se adhirieron otros países en los años siguientes. La construcción se inició a principios de enero de 1988. La primera inyección de electrones en el anillo de almacenamiento se llevó a cabo en febrero de 1992 y en junio de ese mismo año se alcanzó la corriente especificada de 100 mA. La inauguración oficial tuvo lugar el 30 de septiembre de 1994.
En enero de 2008, el consejo supervisor del ESRF autorizó una renovación masiva de la instalación. La primera fase del programa, entre 2009 y 2015 tiene un presupuesto de unos 166 millones de euros, de los que más de 70 millones provinieron del presupuesto  de operaciones del ESRF; el resto fue aportado por los países miembros. La segunda fase de renovación, de siete años de duración, se puso en marcha en mayo de 2015. En 2018 la instalación cerró durante veinte meses para reconstruir el acelerador, denominado desde entonces «EBS» (Extremely Brilliant Source).

## Acelerador
El sincrotrón del ESRF cuenta con un acelerador lineal que acelera los electrones hasta 200 MeV y un booster de 300 m que imparte a los electrones su energía final de 6 GeV. Desde el booster los electrones son inyectados en el sincrotrón principal (anillo de almacenamiento), hasta una corriente máxima de 200 mA. 
Hasta 2018, el acelerador contaba con 64 dipolos, 320 imanes cuadrupolos y 224 sextupolos, para focalizar los electrones y corregir desviaciones en su energía dispuestos en el anillo en el mismo orden en grupos de 16 celdas idénticas. La remodelación del  acelerador consistió en reemplazar las celdas magnéticas por un nuevo diseño conocido como HMBA (Hybrid Multi-Bend Achromat), desarrollado a partir de la configuración MBA usada por vez primera en el Laboratorio MAX IV y que proporciona radiación sincrotrón con una brillantez extremadamente alta.
Cada celda contiene secciones rectas que alojan un ondulador o un wiggler de hasta 5 m de longitud. Las líneas de luz conducen la radiación emitida por los electrones al atravesar  los onduladores, wigglers e imanes dipolares hasta la estación donde se llevan a cabo los experimentos.

## Aplicaciones
La función principal de ESRF es la construcción y mantenimiento de líneas de luz y su puesta a disposición a instituciones públicas y privadas para que estas llevan a cabo experimentos. Se trata, por lo tanto, de una instalación para usuarios externos, aunque los investigadores en plantilla también llevan a cabo proyectos de investigación propios. Las líneas de luz están dedicadas a estas áreas principales de investigación:
- Análisis de la estructura de proteínas y macromoléculas de interés biológico mediante cristalografía y dispersión de rayos X de soluciones.
- Estudio de la estructura de materiales por difracción y dispersión de rayos X.
- Investigación de la estructura electrónica y propiedades magnéticas de la materia mediante la espectroscopía de rayos X y dispersión.
- Estudio de la dinámica y estructura de materiales en condiciones extremas (por ejemplo, a alta presión) mediante técnicas de difracción, dispersión inelástica, espectroscopía y resonancia nuclear.
- Radiografía de materiales por tomografía computarizada, microscopía de infrarrojo y rayos X y topografía.